# Hermannia notogastralis
Hermannia notogastralis är en kvalsterart som beskrevs av Wet 1993. Hermannia notogastralis ingår i släktet Hermannia och familjen Hermanniidae. Inga underarter finns listade i Catalogue of Life.